# Harley Davidson (musikalbum)
Harley Davidson er det niende studiealbum af den svenske musiker og sangskriver Eddie Meduza. Albummet blev udgivet i 1995 og er det første album, hvor Eddie Meduza ikke spiller nogen instrumenter.
Sangen "Sweet Marie" er en ny optagelse på sangen "Sweet Sweet Marie" fra Kräftkalas -94.
Sangen "Bara Man É Fantastisk" fik en bog opkaldt efter sig.
Sangen "'Til The End Of Time" er dedikeret til Errol Norstedts kæreste Leila Bergendahl.

## Spor
Alle sange skrevet og komponeret af Eddie Meduza.
| #   | Titel                    | Længde |
| --- | ------------------------ | ------ |
| 1.  | "Rollin' Down"           | 04:31  |
| 2.  | "Sweet Marie"            | 03:05  |
| 3.  | "Bara Lite Solsken"      | 03:04  |
| 4.  | "Party Party"            | 03:35  |
| 5.  | "I'll Be Saved"          | 03:35  |
| 6.  | "Bara Man E' Fantastisk" | 02:57  |
| 7.  | "Never Leave"            | 03:45  |
| 8.  | "Harley Davidson"        | 03:50  |
| 9.  | "Another Country Song"   | 03:06  |
| 10. | "Johnny Rock"            | 03:12  |
| 11. | "Evert"                  | 03:29  |
| 12. | "I'm Not Gonna Fight"    | 03:58  |
| 13. | "'Til The End Of Time"   | 04:19  |
| 14. | "That Girl Is Mine"      | 03:07  |

### Sangtitler på dansk
- Bara Lite Solsken - Bare Lidt Solskin.
- Bara Man É Fantastisk - Kun Man Er Fantastisk.

## Medvirkende
- Eddie Meduza - Sang, kor og arrengement
- Robert Jakobsson - Guitar
- Johannes Nordgren - Guitar og keyboards
- Tryggve Johansson - Guitar
- Peter Samuelsson - Bas
- Erik Metall - Bas
- Andréas Eriksson - Bas
- Jonas Eriksson - Keyboards
- Mattias Eriksson - Trommer
- Patrik Tibell - Producent, kor, programmering, teknikker og arrengement
- Henrik Rubensson - Kor

## Anmeldelser
Ronny Olovsson fra Aftonbladet gav albummet en negativ anmeldelse og mente, at der var for meget danseband over albummet, og at de sjove elementer, Eddie Meduza var kendt for, manglede. Imidlertid gav han albummet et plus for sangene "Harley Davidson" og "I'm Not Gonna Fight".